# 嘉祿·卡法拉
嘉祿·卡法拉（義大利語：Carlo Caffarra；1938年6月1日—2017年9月6日）是天主教会意大利籍枢机，曾任天主教博洛尼亚总教区总主教。

## 生平
卡法拉于1938年6月1日在意大利桑博塞托迪布塞托出生，于1961年7月2日晋铎。1995年10月21日由雅各伯·比菲晋牧，同年出任費拉拉-科馬基奧總教區總主教至2003年為止。2003年12月16日出任博洛尼亚总教区总主教。2006年3月24日被教宗本笃十六世册封为司鐸級樞機，領佛羅倫斯的聖若翰堂區司鐸銜。2015年10月27日卸任波隆那總教區總主教並榮休，總主教一職由瑪竇·祖皮接任。他於2017年9月6日在意大利波隆那逝世。

## 牧徽

嘉祿·卡法拉枢机牧徽

牧徽上的格言為「Sola Misericordia Tua」。